# Schwarze Elster oberhalb Hoyerswerda
Schwarze Elster oberhalb Hoyerswerda este o arie protejată (arie specială de conservare — SAC, sit de importanță comunitară — SCI) din Germania întinsă pe o suprafață de 238 ha, integral pe uscat.

## Localizare
Centrul sitului Schwarze Elster oberhalb Hoyerswerda este situat la coordonatele 51°20′35″N 14°11′30″E / 51.3431°N 14.1917°E.

## Înființare
Situl Schwarze Elster oberhalb Hoyerswerda a fost declarat sit de importanță comunitară în iunie 2002 pentru a proteja 2 specii de animale. Situl a fost protejat și ca arie specială de conservare în aprilie 2011.

## Biodiversitate
Situată în ecoregiunea continentală, aria protejată conține 5 habitate naturale: Lacuri eutrofice naturale cu vegetație de tip Magnopotamion sau Hydrocharition, Cursuri de apă de la nivel de câmpie la nivel montan, cu vegetație Ranunculion fluitantis și Callitricho-Batrachion, Fânețe de joasă altitudine (Alopecurus pratensis, Sanguisorba officinalis), Păduri de stejar sau de stejar și carpen sub-atlantice și medio-europene de Carpinion betuli, Păduri de stejar și carpen Galio-Carpinetum.
La baza desemnării sitului se află mai multe specii protejate:
- mamifere (1): vidră de râu (Lutra lutra)
- pești (1): zvârluga (Cobitis taenia)